# Max Raabe
Matthias Otto, artísticamente conocido como Max Raabe (12 de diciembre de 1962 en Lünen, Renania del Norte-Westfalia) es un cantante barítono alemán y fundador y miembro de Palast Orchester.

## Carrera artística
Raabe empezó a mostrar interés por la música y cinematografía alemana de los años 20 y 30 al igual que otras canciones del grupo Comedian Harmonists que veía y escuchaba de la colección personal de sus padres.
Estudió música en la Universidad de las Artes de Berlín con la idea de convertirse en barítono. En 1985 formó junto con once compañeros Palast Orchester, un grupo musical de orquesta que tocó en sus inicios con instrumentos adquiridos en los mercadillos de la ciudad. Su primer concierto en público tuvo lugar en 1987 en el Teatro de Danza de Berlín en el vestíbulo durante el segundo acto de una obra.
En 2004 actuó en Los Ángeles siendo su primer concierto en territorio estadounidense. Y en 2005 en Nueva York en el Carnegie Hall, donde repetiría en 2007 y 2010.
En 2011 publica Küssen kann man nicht alleine, álbum producido junto con la cantante de new wave y productora Annette Humpe.

## Discografía
- Die Männer sind schon die Liebe wert (1988)
- Kleines Fräulein, einen Augenblick (1989)
- Ich hör’ so gern Musik (1991)
- Kein Schwein ruft mich an (1992)
- Mein kleiner grüner Kaktus (1992)
- Wintergarten-Edition Live (1996)
- Dort tanzt Lu-Lu! (1996)
- Ich hör’ so gern Musik (1996)
- Bel Ami (1996)
- Music, Maestro, Please (1996)
- Die Dreigroschenoper con HK Gruber, Nina Hagen y el Ensemble Modern (1999)
- 10 Jahre Palast Orchester mit seinem Sänger Max Raabe (1997)
- Krokodile und andere Hausfreunde (2000)
- Superhits (2001)
- Superhits Nummer 2 (2001)
- Heute Nacht Oder Nie (2008)
- Übers Meer (2010)
- Küssen kann man nicht alleine (2011) (con Annette Humpe)
- Für Frauen ist das kein Problem (2013) (con Annette Humpe)
- Eine Nacht in Berlin (2014)